# Катерін-Домінік Періньйон
Катерін-Домінік Періньйон (фр. Catherine-Dominique de Pérignon, *31 травня 1754 — †25 грудня 1818) — французький політичний діяч часів Першої імперії, маршал та пер Франції.

## Життєпис
Походив із заможної родини з Лангедоку. Отримав гарну військову освіту у Тулузі. У 1769 році отримав звання молодшого лейтенанта у корпусі королівських гренадерів Гиєні. У 1770 році стає помічником графа Плезака. У 1781 році після наказу Сегюра, що перешкоджав просуванню недворян по військовій кар'єрі Періньйон йде у відставку. Повертається до свого рідного міста, де у 1786 році одружується.
З ентузіазмом сприйняв Французьку революцію 1789 року. Повертається до активної діяльності у 1791 році, коли обирається до Законодавчих зборів від департаменту Верхня Гаронна. Тут займався питаннями організації армії. У 1792 році у званні підполковника зараховується до Піренейської армії. У 1793 році звитяжив у битвах при Тюїрі та Мас-де-Серра. За це отримує звання полковника. Того ж року відзначився у битві при Пейреторті. Після цього стає бригадним генералом. Ще через 2 місяці отримує звання дивізійного генерала. Брав участь в обороні Перпіньяна, у битвах при Ла-Жункера, Сан-Люренс-да-ла-Муга та Ескола.
У 1795 році обирається до Ради п'ятисот. Того ж року призначається послом до Іспанії, де веде перемовини про укладання миру. Зрештою у 1796 році укладається вигідний для Франції Договір в Сан-Ільдефонсо. У 1797 році повертається до Парижа. Після заколоту 18 фрюктидора, як підозрюваного у прихильності до роялістів, його відсторонили від усіх посад.
Періньйон повернувся до політики лише у 1799 році. Тоді увійшов до складу Італійської армії, воював спочатку у Лігурії. Брав участь у битві при Нові, в якій французька армія зазнала поразки від австро-російської армії, а Періньйон потрапив у полон. У 1800 році повертається до Франції, де у 1801 році призначається віце-президентом Сенату. На цій посаді веде перемовини з Іспанією щодо вирішення спірних питань.
Після оголошення Наполеона Бонапарта імператором останній у 1804 році надав Періньйону звання маршала. Протягом 1804—1805 років отримує вищі ступені ордена Почесного легіону. У 1806 році стає губернатором Парми, а у 1808 році — військовим губернатором Неаполітанського королівства. Того ж роки отримує титул графа Імперії. В подальшому перебував на службі у Мюрата. У Неаполі Періньйон залишався до 1813 року, коли король Йоахім Мюрат втік з королівства.
Після зречення у 1814 році Наполеона I Періньйойн підтримав Людовика XVIII. На службі в останнього зробив гарну кар'єру — отримавши орден Святого Людовика, звання генерал-лейтенанта королівства, очоливши Комісії для перевірки права власності колишніх офіцерів армії емігрантів, стає пером Франції. У 1815 році очолював 10 військовий округ. На цій посади намагався протидіяти Наполеону під час Ста днів, втім марно. За це Наполеон I позбавив Періньйона звання маршала та титулів.
Після повернення Бурбонів його було поновлено в усіх званнях та титулах. У 1815 році брав участь у суді над маршалом Неєм, де голосував за страту. У 1816 році призначається військовим губернатором Парижа, у 1817 році отримує титул маркіза. Помер 25 грудня 1818 року. Поховано на цвинтарі Пер-Лашез.